# Nizozemská ženská volejbalová reprezentace
Nizozemská volejbalová reprezentace žen reprezentuje Nizozemsko na mezinárodních volejbalových akcích, jako je mistrovství světa nebo mistrovství Evropy.

## Mistrovství světa
| Rok/pořádající země        | Účast                            |
| -------------------------- | -------------------------------- |
| MS 1952 Sovětský svaz      | Bez účasti                       |
| MS 1956 Francie            | 10. místo                        |
| MS 1960 Brazílie           | Bez účasti                       |
| MS 1962 Sovětský svaz      | 12. místo                        |
| MS 1967 Japonsko           | Bez účasti                       |
| MS 1970 Bulharsko          | 14. místo                        |
| MS 1974 Mexiko             | 16. místo                        |
| MS 1978 Sovětský svaz      | 17. místo                        |
| MS 1982 Peru               | 16. místo                        |
| MS 1986 ČSSR               | Bez účasti                       |
| MS 1990 Čína               | 9. místo                         |
| MS 1994 Brazílie           | 9. místo                         |
| MS 1998 Japonsko           | 7. místo                         |
| MS 2002 Německo            | 9. místo                         |
| MS 2006 Japonsko           | 8. místo                         |
| MS 2010 Japonsko           | 11. místo                        |
| MS 2014 Itálie             | Bez účasti                       |
| MS 2018 Japonsko           | 4. místo                         |
| MS 2022 Nizozemsko, Polsko | 12. místo                        |
| Celkem                     | Účast – 13× · – 0× · – 0× · – 0× |

## Mistrovství Evropy
| Rok/pořádající země                             | Účast              |
| ----------------------------------------------- | ------------------ |
| ME 1949 ČSR                                     | 7. místo           |
| ME 1950 Bulharsko                               | Bez účasti         |
| ME 1951 Francie                                 | 5. místo           |
| ME 1955 Rumunsko                                | Bez účasti         |
| ME 1958 ČSR                                     | 10. místo          |
| ME 1963 Rumunsko                                | 9. místo           |
| ME 1967 Turecko                                 | 7. místo           |
| ME 1971 Itálie                                  | 9. místo           |
| ME 1975 Jugoslávie                              | 11. místo          |
| ME 1977 Finsko                                  | 10. místo          |
| ME 1979 Francie                                 | 6. místo           |
| ME 1981 Bulharsko                               | 9. místo           |
| ME 1983 NDR Německo                             | 11. místo          |
| ME 1985 Nizozemsko                              | Bronzová medaile   |
| ME 1987 Bulharsko                               | 5. místo           |
| ME 1989 Německo                                 | Bez účasti         |
| ME 1991 Itálie                                  | Stříbrná medaile   |
| ME 1993 Česko                                   | 7. místo           |
| ME 1995 Nizozemsko                              | Zlatá medaile      |
| ME 1997 Česko                                   | 9. místo           |
| ME 1999 Itálie                                  | 5. místo           |
| ME 2001 Bulharsko                               | 5. místo           |
| ME 2003 Turecko                                 | 4. místo           |
| ME 2005 Chorvatsko                              | 5. místo           |
| ME 2007 Belgie / Lucembursko                    | 5. místo           |
| ME 2009 Polsko                                  | Stříbrná medaile   |
| ME 2011 Itálie / Srbsko                         | 7. místo           |
| ME 2013 Německo / Švýcarsko                     | 9. místo           |
| ME 2015 Belgie / Nizozemsko                     | Stříbrná medaile   |
| ME 2017 Ázerbájdžán / Gruzie                    | Stříbrná medaile   |
| ME 2019 Slovensko / Maďarsko / Polsko / Turecko | 5. místo           |
| ME 2021 Srbsko / Řecko / Bulharsko / Rumunsko   | 4. místo           |
| ME 2023 Belgie / Estonsko / Německo / Itálie    | Bronzová medaile   |
| Celkem                                          | – 1× · – 4× · – 2× |

## Olympijské hry
| Rok/pořádající země     | Účast                           |
| ----------------------- | ------------------------------- |
| LOH 1964 Tokio          | Bez účasti                      |
| LOH 1968 Mexico City    | Bez účasti                      |
| LOH 1972 Mnichov        | Bez účasti                      |
| LOH 1976 Montreal       | Bez účasti                      |
| LOH 1980 Moskva         | Bez účasti                      |
| LOH 1984 Los Angeles    | Bez účasti                      |
| LOH 1988 Soul           | Bez účasti                      |
| LOH 1992 Barcelona      | 6. místo                        |
| LOH 1996 Atlanta        | 5. místo                        |
| LOH 2000 Sydney         | Bez účasti                      |
| LOH 2004 Athény         | Bez účasti                      |
| LOH 2008 Peking         | Bez účasti                      |
| LOH 2012 Londýn         | Bez účasti                      |
| LOH 2016 Rio de Janeiro | 4. místo                        |
| LOH 2020 Tokio          |                                 |
| Celkem                  | Účast – 3× · – 0× · – 0× · – 0× |